# Davidraena boukali
Davidraena boukali är en skalbaggsart som beskrevs av Manfred A. Jäch 1994. Davidraena boukali ingår i släktet Davidraena och familjen vattenbrynsbaggar. Inga underarter finns listade i Catalogue of Life.